# Hubertus Günther

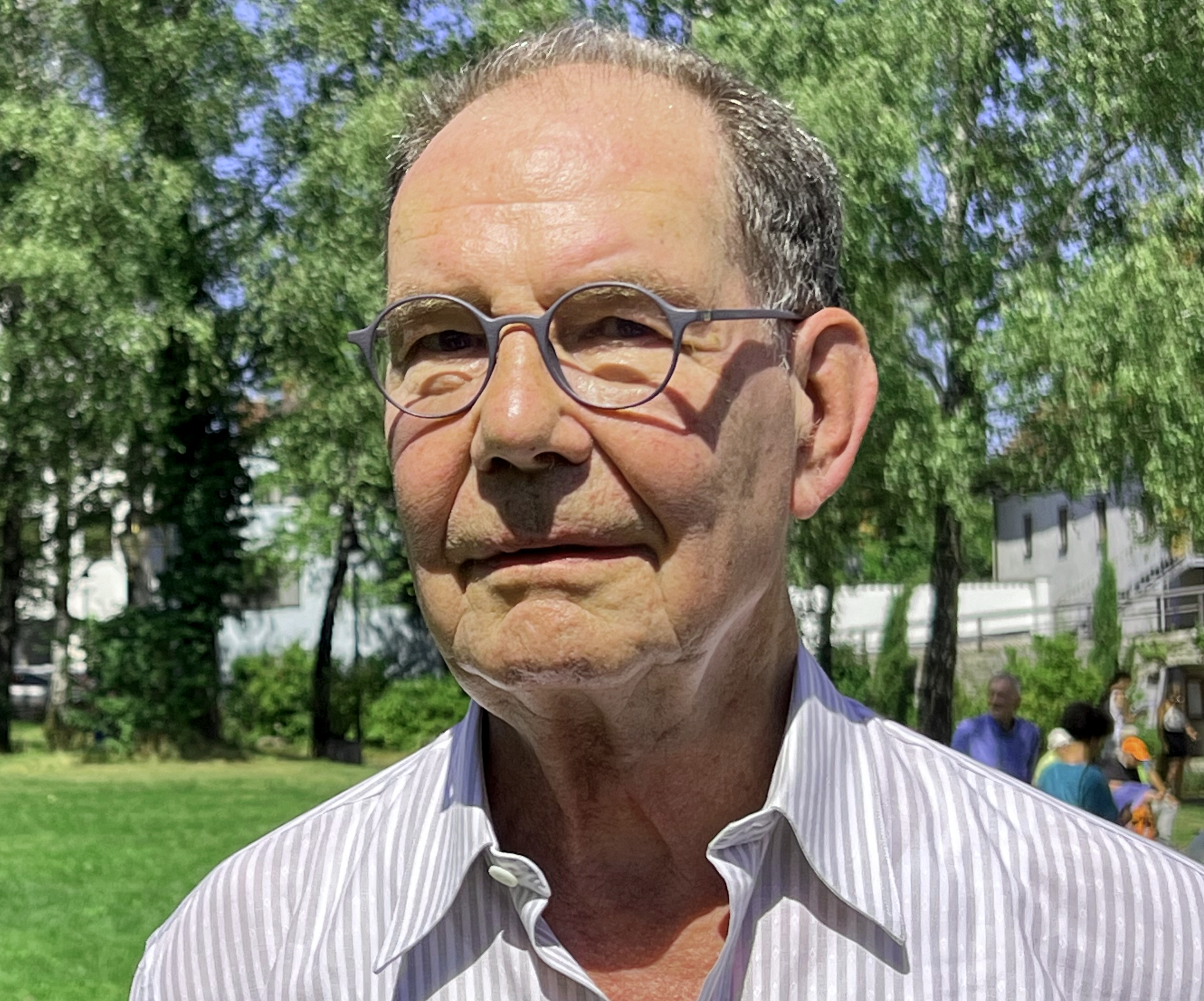
Hubertus Günther, 2024

Hubertus Günther (* 12. Mai 1943 in Bonn) ist ein deutscher Kunsthistoriker. Er hat an der Universität Düsseldorf und der Universität Zürich gelehrt und sich dabei auf das Studium der Antike in der Renaissance und im Klassizismus spezialisiert.

## Leben und Werk
Hubertus Günther studierte ab 1965 Kunstgeschichte, Archäologie und Theaterwissenschaft an den Universitäten Bonn und München. Nach Abschluss des Studiums im Jahr 1973 mit einer Dissertation über Bramantes Tempietto arbeitete Günther als Kunstexperte für ein Auktionshaus, wirkte an Filmproduktionen des Bayerischen Rundfunks mit und leitete mehrmals im Jahr Kulturreisen nach Griechenland. Als Stipendiat der Deutschen Forschungsgemeinschaft und der Bibliotheca Hertziana in Rom konnte er seine Habilitationsschrift über das Studium der antiken Architektur in den Zeichnungen der Hochrenaissance (publ. 1988) anfertigen. Während der darauffolgenden Zeit als Leiter des Kunsthistorischen Instituts der Universität Düsseldorf (1984–1986) erreichte er den Ensembleschutz für das stadtplanerisch vorbildliche Quartier Düsseldorf-Oberkassel.
Seit 1986 war Günther als Gastprofessor für Kunstgeschichte an der Universität Frankfurt tätig, wo er 1988 den Ruf auf die Professur für Kunstgeschichte und für Theater-, Film und Fernsehwissenschaft annahm. Von 1991 bis zu seiner Emeritierung 2008 war er als Ordinarius für Neuere Kunstgeschichte an der Universität Zürich tätig. Seit seiner Emeritierung hält er Seminare an der Universität München, seit 2012 ist er Mitglied des Consiglio scientifico des Centro Internazionale di Studi di Architettura Andrea Palladio (CISA) in Vicenza.
Schwerpunkte von Günthers Publikationen bilden Architektur und Studium der Antike in der Renaissance und im Klassizismus. Ein wesentliches Thema ist für ihn die Frage, wie die Wiederbelebung der Antike realiter vor sich ging: im Studium der antiken Monumente und Schriften, in literarischen Bereichen wie etwa utopischen Ansätzen und geprägt von spezifischen nationalen Ideen.

## Veröffentlichungen (Auswahl)
- Was ist Renaissance? Eine Charakteristik der Architektur zu Beginn der Neuzeit. Darmstadt 2009, ISBN 978-3-89678-654-8.
- Das Studium der antiken Architektur in den Zeichnungen der Hochrenaissance (= Römische Forschungen der Bibliotheca Hertziana. Band 24). Tübingen 1988, ISBN 978-3-8030-4552-2.
- Bramantes Tempietto. Die Memorialanlage der Kreuzigung Petri in S. Pietro in Montorio. Rom (Diss. Univ. München 1973).